# Viktor Lazić

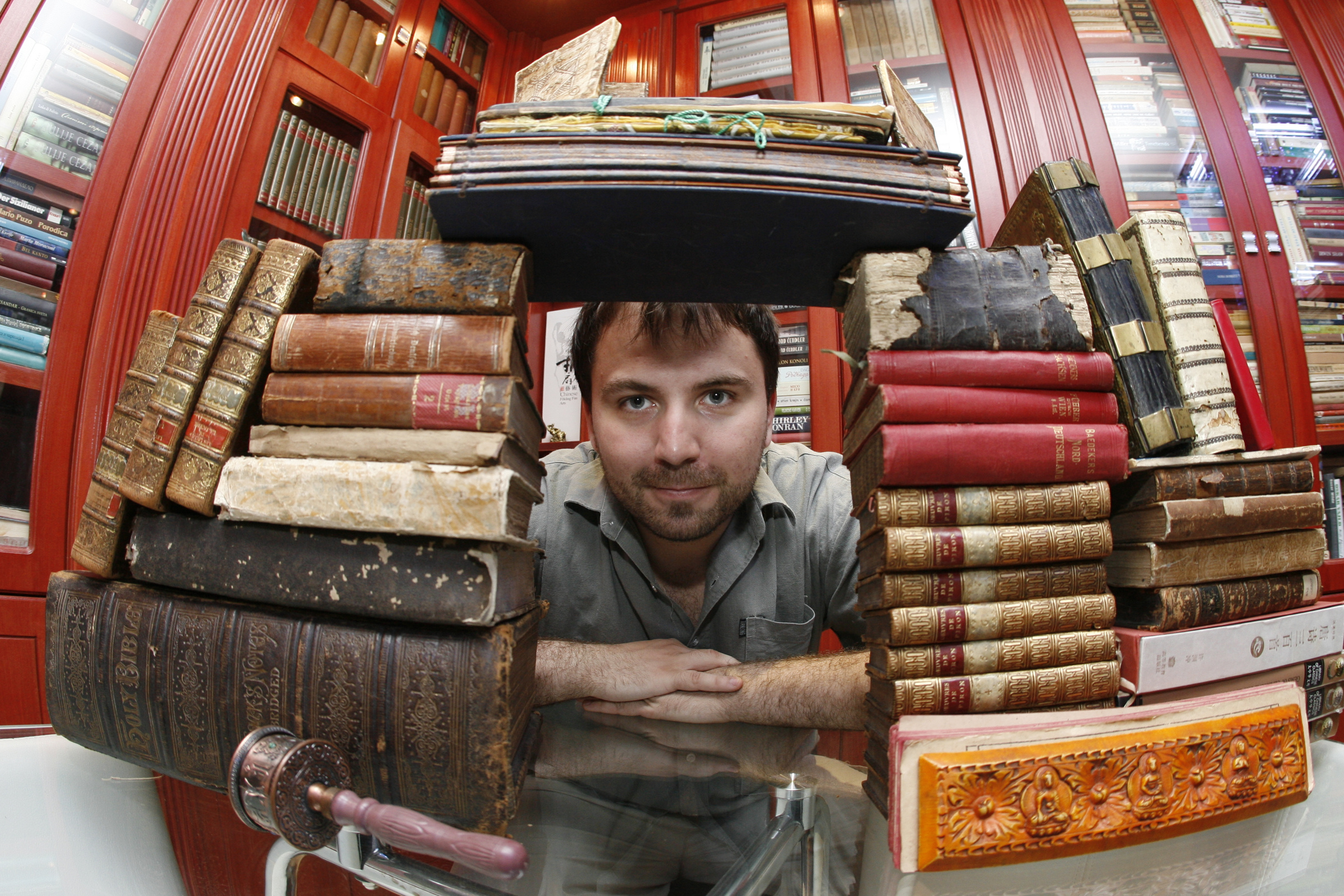
Viktor Lazić

Viktor Lazić (geboren 24. Januar 1985 in Jugoslawien) ist ein serbischer Journalist und Büchersammler.

## Leben
Viktor Lazić studierte Jura an der Universität Belgrad. Er arbeitet an einer Dissertation über das Verhältnis des chinesischen Rechtssystems zum Konfuzianismus. Lazić bereiste mehrere Länder und schrieb Reiseberichte für serbische Verlage.
Lazić sammelt Bücher, um damit eine große öffentliche Bibliothek zu schaffen.  Anfang 2017 hatte er eine Million Bände zusammen, vorwiegend mit Literatur aus den Balkanstaaten und aus Russland. Bei seinem Sammeln hat er auch 15.000 Bände aus der Bibliothek des Übersetzers Peter Urban übernommen und nach Belgrad transportiert.
Lazić wohnt in Kumodraž im Großraum Belgrad.

## Schriften (Auswahl)
- Tumaranje zemljom osmeha : putopis. Belgrad : Treći Trg, 2008
- Velika avantura Viktora Lazića. Belgrad : Press publishing group, 2010
- U srcu Sumatre. Belgrad : Laguna, 2011
- Na vratima istoka : burno putovanje ladom od Kosova do Kavkaza. Belgrad : Laguna, 2014